# 장기표
장기표(張琪杓, 1945년 12월 27일~2024년 9월 22일)는 대한민국의 정치인, 사회단체활동가이다.

## 생애
경상남도 밀양군 상남면 남산리에서 태어나, 김해군 이북면(한림면) 장방리에서 성장하였다. 마산공업고등학교를 거쳐 서울대학교에 진학, 법과대학 학생회장을 맡아 노동문제에 관심을 가졌다. 1970년 11월 노동운동가 전태일의 분신자살 소식을 접하고 서울대학교 학생장으로 치르겠다고 가족에게 제의했으며, 후에도 계속 노동운동에 지속적 관심을 쏟았다. 이후 유신체제와 군부독재에 대항하는 민주화운동을 계속하여 1971년 서울대생 내란음모 사건을 시작으로 70-90년대에 걸쳐 5차례 복역하였다.
1980년 김대중 내란음모 조작 사건 관련자로 수배됐으나 도피하여 체포되지 않은 것으로 알려져 있다. 1985년 민주통일운동연합(민통련) 정치연구실장을 맡았고, 1986년 5.3인천사태로 구속되어 1988년 12월 말에 출소하여 1989년 전국민족민주연합 사무처장을 지냈고, 1990년 재야운동의 제도권 진입을 목표로 이재오, 김문수 등과 함께 민중당을 창당하여 1992년 제14대 국회의원 총선거에 출마(서울 동작갑)해 낙선하였으며, 이후 재야운동과 거리를 두고 제도권 정계에 진입을 시도하였다.
1995년 서경석, 장을병 등과 개혁신당을 창당한 후 민주당과 합당하여 1996년 제15대 국회의원 총선거에 출마(서울 동작갑)해 낙선하고 탈당하였다. 2000년 홍사덕과 연대를 시도했으나 홍사덕의 한나라당 입당으로 실패했고, 이후 한나라당에서 공천을 받지 못해 탈당한 김윤환, 이기택, 이수성 조순 등의 보수인사와 함께 민주국민당을 창당하여 제16대 국회의원 총선거에 출마(전국구)했으나 낙선하였고, 얼마 지나지 않아서 탈당하였다.
2002년에는 당시 집권당인 새천년민주당에 입당하여 서울 영등포구을 국회의원 보궐선거에 출마하였으나 낙선했고 이후 바로 탈당하였다. 2004년 총선에는 한국노총 주도의 한국사회민주당의 대표를 맡아 출마(서울 동작갑)했으나, 다시 낙선의 고배를 마셨다. 이후 수도이전 국민운동을 전개하다가 2012년 국회의원 총선거를 앞두고, 박세일 교수와 함께 가칭 '국민생각'을 창당하려 했으나, 결별한 후 녹색통일당을 창당한 후 민주통합당 공천탈락자들이 주도하는 정통민주당으로 합당하고 비례대표 1번으로 19대 총선에 출마하였다가 낙선하였다.
1998년 pc통신망 하이텔, 천리안,  나우누리에 '장기표 시사논평'이라는 정치논평 방을 개설하여 운영하였다. 2013년부터 인터넷에 '언론을 바로잡아 세상을 바로잡자'라는 슬로건으로 '뉴스바로'를 창간하여 발행인 및 편집인으로 있었으며, 2014년도엔 중국공산당중앙당교(중앙당교)의 기관지 학습시보의 등위원(鄧郁文) 편집장을 초청하여 토론회 및 강연을 주최하기도 했다.
또한 합리적 진보를 표방하며 장기표 신문명정책연구원 원장, 박범진 전 의원, 주대환 전 민주노동당 정책위 의장 등 33명이 발기인으로 참여한 사회민주주의포럼(사민포럼)도 2014년 12월 '왜 지금 사민주의인가'라는 제목으로 토론회를 개최하였고, 사민포럼은 2015년 상반기 창당을 목표로 삼기도 했지만 정작 2016년 총선에는 출마하지 않았다.
그런 그는 2020.4.15 총선에서 미래통합당 소속으로 김해시 을 선거구에 출마해 낙선했다. 2021년 국민의힘 대선후보로 출마했으나 예비경선에서 탈락하였다. 여러 정당에 입당하고 탈당하는 행보와 관련해 여러 가지 비판도 상존한다. 이부영, 김근태 등 오랜 재야 동지들이 대부분 성공적으로 제도치권계에 진입한 데 반해, 30년 넘게 계속 도전 중이다. 노동운동가이자 민주화운동가였던 그는 자신이 정립한 민주시장주의의 구현을 위한 정당을 건설하려 노력했으나, 실패했다. 2023년 4월 특권폐지국민운동본부를 결성하여 특권폐지를 위한 국민운동을 전개하다가 2023년 11월 특권폐지당을 창당하여 2024년 총선에 임했으나 또 실패했다가, 같은해 9월 22일 담낭암으로 사망했다.

## 전과
- 폭발물사용음모, 내란음모: 징역 1년 6월, 집행유예 3년 - 1972년 9월 11일 선고[3]
- 반공법위반, 주민등록법위반, 병역법위반: 징역 2년 6월, 자격정지 2년 6월 - 1979년 12월 29일 선고[3]
- 집회및시위에관한법률위반: 징역 1년 - 1986년 11월 17일 선고[3]
- 소요, 공문서위조, 위조공문서행사, 국가보안법위반, 집회및시위에관한법률위반: 징역 6년, 자격정지 3년 - 1986년 11월 17일 선고[3]
- 국가보안법위반(기타): 징역 1년, 자격정지 1년 - 1993년 2월 26일 선고[3]

## 주요 저서
- 1987 우리사랑이란 이름으로 만날때 <형성사>
- 1987 해방의 논리와 자주사상 <도서출판 친구>
- 1988 새벽노래 <미래사>
- 1991 사랑의 정치를 위한 나의구상(전8권) <한길사>
- 1995 지구촌시대 민족발전전략 <백산서당>
- 1997 문명의 전환 <미래M&B>
- 1998 국가파산을 막을 희망의 메시지 - 구국선언 <신문명>
- 1999 대통령님, 나라팔리는 소리가 들립니다. <신문명>
- 2001 신문명 국가비전 <신문명> 신문명 경제시론 <신문명>
- 2004 대통령 대 국민 <신문명>
- 2006 장기표의 신문명 경제비전 - 한국경제 이래야 산다 <명상>
- 2007 북한위기의 본질과 올바른 대북정책 <신문명>
- 2007 신문명 국가비전 증보판  <밀알>
- 2007 부부사랑, 그 지혜로운 행복 <밀알>
- 2007 청년의 비전, 청년의 도전 - 청년에게 고함 <밀알>
- 2008 지못미, 정치! <시대의창>
- 2009 지못미, 경제! <시대의창>

## 가족
- 배우자: 조무하
- 자녀: 2녀(장녀 장하원, 차녀 장보원)

## 역대 선거 결과
|  | 21.50% |

|  | 19.07% |

|  | 3.7% |

|  | 37.7% |

|  | 4.86% |

|  | 0.2% |

|  | 41.61% |

## 논란 및  비판

### 변절 여부에 대한 논란
장기표는 '영원한 재야'라는 찬사를 보수언론으로부터 지금도 받고 있다. 2019년 6월과 2020년 4월 조선일보의 최보식이 만난 사람, 2019년 신동아 7월호 인터뷰에도 그리 나왔다. 하지만 장기표는 1990년 민중당 창당에 참여한 이후 2020년까지 30년 동안 모두 7차례 국회의원 선거에 출마했다. 국회의원 출마는 재야를 떠나 제도권에 진입했다는 뜻이기에 장기표는 시민사회운동과 일정 정도 거리를 두고 있어 재야운동가가 아니라는 시각이 지배적이다.

### 민주화 운동 보상금 지급에 대한 논란
장기표는 1980년 당시 국민연합(민주주의와 민족 통일을 위한 국민연합) 조직국장이었다고 한다. 5.18 피해 사건인 신군부의 김대중내란음모조작사건과 관련해 체포되거나 구금, 투옥되지 않고 수배되어 3년간 도피생활을 했다고 말한다. 그런데 그런 장기표가 민주화운동과 관련한 거액(10억원)의 정부 보상금을 거절했다는 기사가 나온다. 일부 기사엔 거절이 아니라 신청하지 않았다고 한다. 국민된 도리, 지식인의 도리로서 할 일을 한 것일 뿐이고 대가를 바라고 민주화운동을 한 일이 아니기 때문이라고 밝혔다. 5.18 민주유공자 피해 보상금은 관련자가 피해를 신고하고 심사하여 피해자로 확인되면 보상금을 지급한다. 그러나 장기표는 스스로 보상금을 신청하지 않았다고 말한다. 5.18 보상금은 사망실종, 부상, 희생(투옥구금) 3개 부문인데, 희생 부문은 투옥.구금 등의 사실이 있어야 한다. 장기표는 수형 사실이 없으니 보상금을 신청할 자격이 되지 않는다. 그런데도 장기표는 마치 신청 자격이 있는 것처럼 말하고 신청하지 않았다고 말했다. 장기표는 김대중내란음모사건 당시 체포되지 않고 3년간 도피했기에 구금과 투옥을 하지 않았다. 김대중내란음모사건 관련자의 5.18 보상금은 구금일수에 따라 정해졌다. 그러므로 장기표가 거액의 5.18 보상금을 거절했다는 건 잘못된 것이다.

### 철새 행보에 대한 논란
미래통합당 후보로 출마하게 된 것에 변절이란 주장이 나온다. 그러나 장기표는 변절이 아니라 정치적 소신이라고 말한다. 정권 심판을 위해 미래통합당으로 출마했다고 말했다. 결과는 낙선이었다. 장기표는 1977년 청계피복노조(전태일 분신 사건을 계기로 만들어진 당시 노동운동의 중심) 사건으로 구속되었으면서도 그가 지키려고 했던 노동조합을 저격한다. 운동권 대선배이면서도 운동권 인사들이 대거 포진한 문재인 정권을 비판한다. 스스로 자가당착에 빠졌거나 정치적 소신을 바꾼 변절이 아니냐는 비판이 나온다.

## 같이 보기
- 배병휴
  - 경제풍월